# 上马尔伯勒 (马里兰州)
上马尔伯勒（英語：Upper Marlboro）是美國馬里蘭州乔治王子县的縣治。根據2010年人口普查，本城共有人口631人。

## 地理
上马尔伯勒的座標為38°48′59″N 76°45′12″W / 38.81639°N 76.75333°W（38.816488, −76.753454）。根據2000年人口普查，本城面積為0.43平方英里（1.11平方），其中0.40平方英里（1.04平方）為陸地，0.03平方英里（0.08平方）為水域。